# Antonio de Heredia y Rocamora
Antonio de Heredia y Rocamora (Zaragoza, 10 de marzo de 1745-Madrid, 31 de agosto de 1761) fue el VII marqués de Rafal, IV conde de Granja de Rocamora , VII barón de Puebla de Rocamora y XV señor de Benferri.
Fue el primer miembro de la Casa de Heredia de Rafal, linaje sucesor de la Casa de Rocamora que se extinguió en 1751.

## Biografía
En 1751 fallecía el último miembro de la Casa de Rocamora, la marquesa de Rafal Antonia de Rocamora y Heredia. El heredero, Antonio de Heredia y Rocamora, hijo de Antonia y del que fue alcalde de Madrid en el periodo de 1737 a 1748 Antonio de Heredia y Bazán, fue proclamado marqués de Rafal, barón de Puebla de Rocamora y señor de Benferri, contando con tan sólo seis años de edad.
Con la llegada de este nuevo marqués, se instauró la Casa de Heredia en las posesiones de los Rocamora tras su extinción, pero la mala salud del joven marqués, que desde niño padecía varias enfermedades truncó esta posibilidad con su fallecimiento, ya que además era el único varón de la Casa de Heredia con derechos sucesorios sobre el marquesado de Rafal y sus posesiones.
El 11 de marzo de 1751, el rey de España Fernando VI le concedió la llave de gentilhombre de cámara del rey cuando sólo tenía seis años. A pesar de su corta edad, Antonio de Heredia fue Caballero de la Orden de Santiago.
En 1755, el joven marqués obtuvo el condado de Granja de Rocamora por sentencia a su favor en pleito ganado, por ser a sus antepasados a quien pertenecía el condado antes de caer en posesión de los Jesuitas, que lo mantuvieron casi un siglo. Fue el IV conde de este feudo.
El día 31 de agosto de 1761 fallecía el marqués de Rafal a los 16 años, siendo por ello el marqués de Rafal que a más temprana edad falleció. Es muy probable que la causa del mal estado de salud del joven Antonio se hubiese debido a los sucesivos enlaces consanguíneos practicados por la Casa de Rocamora.
La corta edad con la que falleció el marqués Antonio de Heredia y Rocamora no le permitió desposarse y murió sin descendencia. Fue enterrado en la iglesia de santas Justa y Rufina de Orihuela.
La muerte sin sucesión de Antonio hizo que el marquesado de Rafal junto a sus posesiones como eran el condado de Granja de Rocamora, la baronía de Puebla de Rocamora y el señorío de Benferri, recayeran sobre su única hermana Antonia María, significando que el paso de la Casa de Heredia sobre el marquesado de Rafal iba a ser breve.